# Parti socialiste ouvrier espagnol d'Andalousie
Le Parti socialiste ouvrier espagnol d'Andalousie (en espagnol : Partido Socialista Obrero Español de Andalucía, PSOE-A) est la fédération territoriale du Parti socialiste ouvrier espagnol (PSOE) en Andalousie.
Il est au pouvoir dans la communauté autonome entre 1982 et 2018, sous les présidences de Rafael Escuredo, José Rodríguez de la Borbolla, Manuel Chaves, José Antonio Griñán et Susana Díaz, bénéficiant à plusieurs reprises de la majorité absolue des sièges au Parlement. Plus importante fédération socialiste en nombre de militants, elle siège dans l'opposition pour la première fois de son histoire à la suite des élections de 2018.

## Secrétaires généraux
| Titulaire                     | Dates                                                       | Fonction |
| ----------------------------- | ----------------------------------------------------------- | --- |
| José Rodríguez de la Borbolla | 18 décembre 1977 – 26 mars 1988 (10 ans, 3 mois et 8 jours) | Président de la Junte d'Andalousie (1984-1990) |
| Carlos Sanjuán (es)           | 26 mars 1988 – 10 avril 1994 (6 ans et 15 jours)            | |
| Manuel Chaves                 | 10 avril 1994 – 12 mars 2010 (15 ans, 11 mois et 2 jours)   | Ministre du Travail (1986-1990) Président de la Junte d'Andalousie (1990-2009) Ministre de la Politique territoriale (2009-2011)                                                                   |
| José Antonio Griñán           | 12 mars 2010 – 23 novembre 2013 (3 ans, 8 mois et 11 jours) | Ministre de la Santé (1992-1993) Ministre du Travail (1993-1996) Président de la Junte d'Andalousie (2009-2013)                                                                                    |
| Susana Díaz                   | 23 novembre 2013 - 23 juillet 2021 (7 ans et 8 mois)        | Présidente de la Junte d'Andalousie (2013-2018) |
| Juan Espadas                  | 23 juillet 2021 – 23 février 2025 (3 ans et 7 mois)         | Maire de Séville (2015-2021) |
| María Jesús Montero           | depuis le 23 février 2025 (19 jours)                        | Conseillère à la Santé (2004-2013) Conseillère aux Finances (2013-2018) Ministre des Finances (depuis 2018) Porte-parole du gouvernement (2020-2021) Vice-présidente du gouvernement (depuis 2023) |

## Résultats électoraux

### Parlement d'Andalousie
| Année | Chef de file                  | Voix      | %        | #      | Sièges   | Gouvernement                                                 |
| ----- | ----------------------------- | --------- | -------- | ------ | -------- | ------------------------------------------------------------ |
| 1982  | Rafael Escuredo               | 1 498 619 | 52,60    | 1er    | 66 / 109 | Escuredo (1982-1984), Rodríguez de la Borbolla I (1984-1986) |
| 1986  | José Rodríguez de la Borbolla | 1 581 513 | 46,36 () | 1er () | 60 / 109 | Rodríguez de la Borbolla II                                  |
| 1990  | Manuel Chaves                 | 1 368 617 | 49,61 () | 1er () | 62 / 109 | Chaves I                                                     |
| 1994  | Manuel Chaves                 | 1 395 131 | 38,71 () | 1er () | 45 / 109 | Chaves II                                                    |
| 1996  | Manuel Chaves                 | 1 903 160 | 44,05 () | 1er () | 52 / 109 | Chaves III                                                   |
| 2000  | Manuel Chaves                 | 1 790 653 | 44,32 () | 1er () | 52 / 109 | Chaves IV                                                    |
| 2004  | Manuel Chaves                 | 2 260 545 | 50,36 () | 1er () | 61 / 109 | Chaves V                                                     |
| 2008  | Manuel Chaves                 | 2 178 296 | 48,41 () | 1er () | 56 / 109 | Chaves VI (2008-2009), Griñán II (2009-2012)                 |
| 2012  | José Antonio Griñán           | 1 527 923 | 39,56 () | 2e ()  | 47 / 109 | Griñán II (2012-2013), Díaz I (2013-2015)                    |
| 2015  | Susana Díaz                   | 1 411 755 | 35,28 () | 1er () | 47 / 109 | Díaz II                                                      |
| 2018  | Susana Díaz                   | 1 010 889 | 27,94 () | 1er () | 33 / 109 | Opposition                                                   |
| 2022  | Juan Espadas                  | 883 707   | 24,09 () | 2e ()  | 30 / 109 | Opposition                                                   |

### Cortes Generales
| Année   | Chef de file                 | Congrès des députés | Congrès des députés | Congrès des députés | Congrès des députés | Sénat   | Gouvernement                                  |
| Année   | Chef de file                 | Voix                | %                   | #                   | Sièges              | Sénat   | Gouvernement                                  |
| ------- | ---------------------------- | ------------------- | ------------------- | ------------------- | ------------------- | ------- | --------------------------------------------- |
| 1977    | Felipe González              | 1 059 037           | 36,24               | 1er                 | 27 / 59             | 13 / 32 | Opposition                                    |
| 1979    | Felipe González              | 986 842             | 33,58 ()            | 1er ()              | 23 / 59             | 23 / 32 | Opposition                                    |
| 1982    | Felipe González              | 2 064 865           | 60,45 ()            | 1er ()              | 43 / 59             | 24 / 32 | González I                                    |
| 1986    | Felipe González              | 1 923 891           | 57,07 ()            | 1er ()              | 42 / 60             | 24 / 32 | González II                                   |
| 1989    | Felipe González              | 1 793 717           | 52,78 ()            | 1er ()              | 42 / 61             | 24 / 32 | González III                                  |
| 1993    | Felipe González              | 2 063 899           | 51,72 ()            | 1er ()              | 37 / 61             | 24 / 32 | González IV                                   |
| 1996    | Felipe González              | 2 017 857           | 47,06 ()            | 1er ()              | 32 / 62             | 24 / 32 | Opposition                                    |
| 2000    | Joaquín Almunia              | 1 771 968           | 44,47 ()            | 1er ()              | 30 / 62             | 18 / 32 | Opposition                                    |
| 2004    | José Luis Rodríguez Zapatero | 2 377 455           | 53,75 ()            | 1er ()              | 38 / 61             | 24 / 32 | Zapatero I                                    |
| 2008    | José Luis Rodríguez Zapatero | 2 342 277           | 52,46 ()            | 1er ()              | 36 / 61             | 22 / 32 | Zapatero II                                   |
| 2011    | Alfredo Pérez Rubalcaba      | 1 594 893           | 37,05 ()            | 2e ()               | 25 / 60             | 10 / 32 | Opposition                                    |
| 2015    | Pedro Sánchez                | 1 402 393           | 31,77 ()            | 1er ()              | 22 / 61             | 17 / 32 | Opposition                                    |
| 2016    | Pedro Sánchez                | 1 326 838           | 31,48 ()            | 2e ()               | 20 / 61             | 14 / 32 | Opposition (2016-2018), Sánchez I (2018-2019) |
| 04/2019 | Pedro Sánchez                | 1 568 682           | 34,54 ()            | 1er ()              | 24 / 61             | 24 / 32 | Sánchez I                                     |
| 11/2019 | Pedro Sánchez                | 1 425 126           | 33,76 ()            | 1er ()              | 25 / 61             | 23 / 32 | Sánchez II                                    |
| 2023    | Pedro Sánchez                | 1 467 501           | 33,48 ()            | 2e ()               | 21 / 61             | 11 / 32 | Sánchez III                                   |